# Wereldkampioenschap cricket (vrouwen)
Het wereldkampioenschap cricket voor vrouwen (50 overs)wordt om de vier jaar gehouden. Engeland won in 1973 de eerste editie.
Tot en met 2022 zijn twaalf kampioenschappen gehouden. Australië won zevenmaal, Engeland viermaal en Nieuw-Zeeland eenmaal.
Naast deze 50-overvariant spelen de vrouwen de T20 World Cup (20 overs per team). De laatste editie daarvan was in oktober 2024 in Dubai en werd gewonnen door Nieuw-Zeeland, dat in de finale Zuid-Afrika versloeg.
| Jaar | Gastheer      | Winnaar       | Tweede        |
| ---- | ------------- | ------------- | ------------- |
| 1973 | Engeland      | Engeland      | Australië     |
| 1978 | India         | Australië     | Engeland      |
| 1982 | Nieuw-Zeeland | Australië     | Engeland      |
| 1988 | Australië     | Australië     | Engeland      |
| 1993 | Engeland      | Engeland      | Nieuw-Zeeland |
| 1997 | India         | Australië     | Nieuw-Zeeland |
| 2000 | Nieuw-Zeeland | Nieuw-Zeeland | Australië     |
| 2005 | Zuid-Afrika   | Australië     | India         |
| 2009 | Australië     | Engeland      | Nieuw-Zeeland |
| 2013 | India         | Australië     | West-Indië    |
| 2017 | Engeland      | Engeland      | India         |
| 2022 | Nieuw-Zeeland | Australië     | Engeland      |

Regulier wereldkampioenschap (One Day International)
Wereldkampioenschap Twenty20

Wereldkampioenschap testcricket